# Vattenklosett

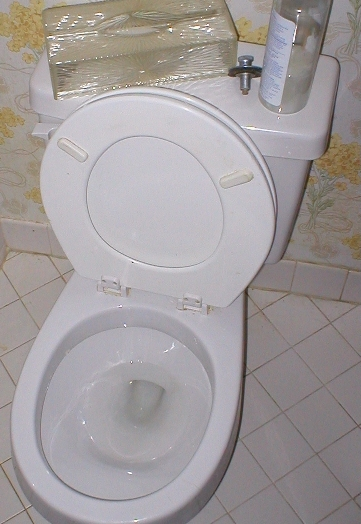
En vattenklosett.

En vattenklosett, förkortat WC (av engelska water closet, ordagrant "vattenskåp" eller "-garderob"), även vattentoalett, kallas även ofta en vessa i finlandssvenskan, är ett tekniskt system för att ta hand om mänsklig urin och avföring, tillsammans med toalettpapper. Den består av en toalettstol, vanligen tillverkad av porslin, med kallvattenledning och vattenbehållare, vattenlås och avloppsrör. En speciell variant av vattenklosetten är urinoaren. Vattenklosetter började importeras till Sverige under 1870-talet, från Storbritannien, och under tidigt 1900-tal blev det tillåtet i Sverige att ansluta vattenklosetterna till städernas avloppsledningar.